# Xylocopa mastrucata
Xylocopa mastrucata är en biart som beskrevs av Pérez 1901. Xylocopa mastrucata ingår i släktet snickarbin, och familjen långtungebin. Inga underarter finns listade i Catalogue of Life.